# Ambrosio de Normandía

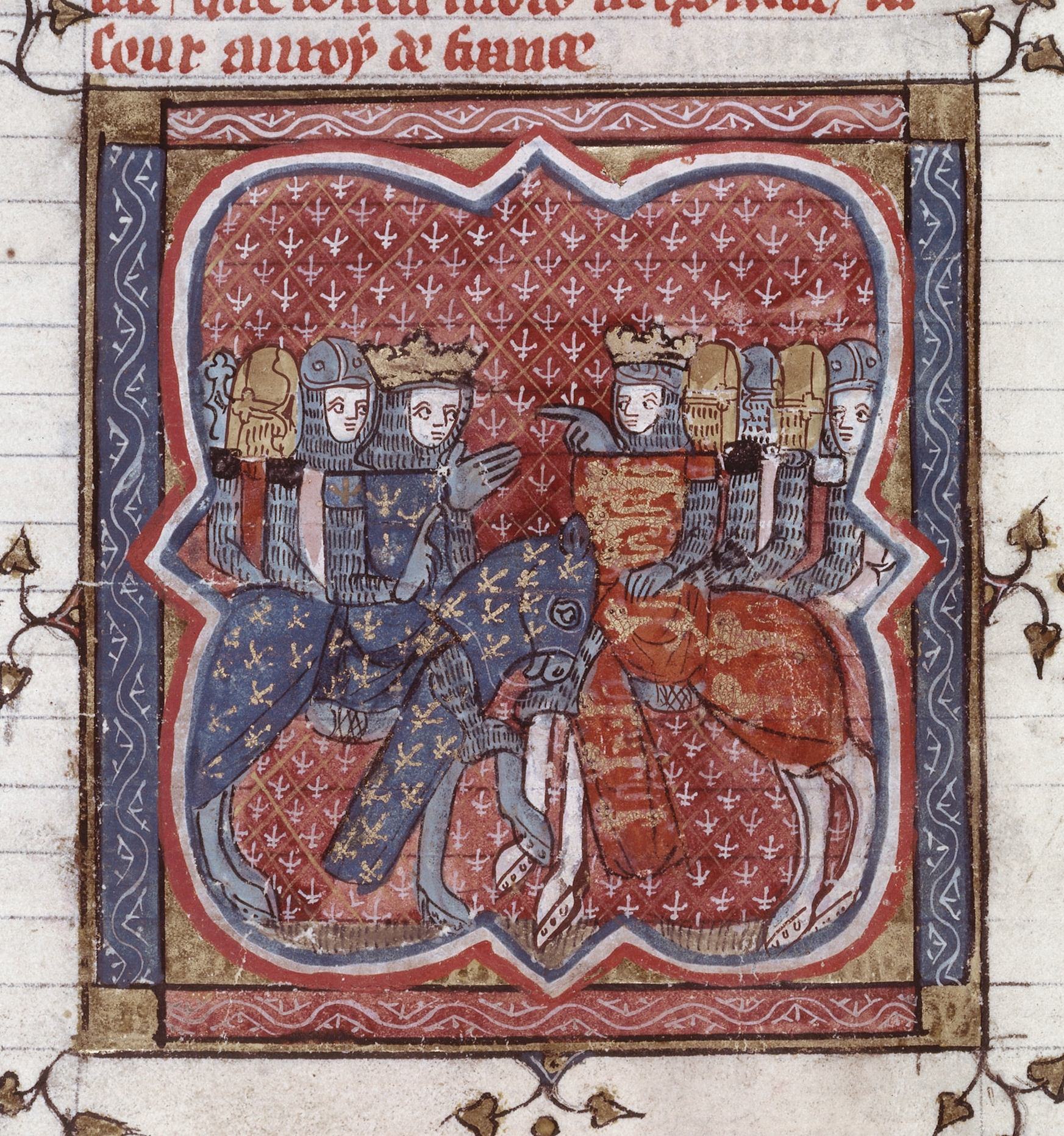
Tercera cruzada: encuentro de Felipe Augusto, Ricardo Corazón de León y Guillermo de Tiro. Historias de ultramar

Ambrosio, a veces Ambrosio de Normandía, (nacido c. 1190) fue un poeta normando y cronista de la Tercera Cruzada, autor de una obra titulada L'Estoire de la guerre sainte, que describió versando en francés antiguo las aventuras de Ricardo Corazón de León como un cruzado. El poema nos es conocido sólo a través de un manuscrito del Vaticano, y por poco se escapó de la llegada de los historiadores.

## Ediciones publicadas
- Ambrosio, L´Estoire de la guerre sainte. París, 1897:

- Ambrosio, Itinerarium regis Ricardi. Londres, 1920:

- Ambrosio, The History of the Holy War, traducida por Marianne Ailes, Boydell Press, 2003.